# Italienische Formel-4-Meisterschaft 2014
Die italienische Formel-4-Meisterschaft 2014 (offiziell Italian F.4 Championship powered by Abarth 2014) war die erste Saison der italienischen Formel-4-Meisterschaft. Die Meisterschaft fand nur in Italien statt. Es gab 21 Rennen. Die Saison begann am 8. Juni auf dem Adria International Raceway in Adria und endete am 12. Oktober auf dem Autodromo Enzo e Dino Ferrari in Imola. Das erste Rennen dieser Meisterschaft war zugleich das erste Rennen mit einem Auto nach dem neuen FIA-Formel-4-Reglement.
Der Kanadier Lance Stroll (Prema Power Team) gewann die Meisterschaft mit 331 Punkten vor dem Italiener Mattia Drudi (F & M) mit 237 Punkten. Die Teamwertung gewann das Prema Power Team. Die Trophy-Wertung entschied Brandon Maïsano für sich.

## Teams und Fahrer
Alle Teams und Fahrer verwendeten das Tatuus-Chassis F4-T014, den aufgeladenen 1,4-Liter FTJ-I4-Turbomotor von Abarth-Autotecnica und Reifen von Pirelli. Alle Fahrer, die nach dem 31. Dezember 1995 geboren wurden, wurden in der Fahrerwertung der italienischen Formel-4-Meisterschaft gewertet, alle anderen Fahrer in der Trophy-Wertung.
| Team                                                             | Auto # | Fahrer               | Status | Rennwochenende | Quelle |
| ---------------------------------------------------------------- | ------ | -------------------- | ------ | -------------- | ------ |
| SMP Racing by Euronova                                           | 02     | Ivan Matveev         |        | Alle           |        |
| Euronova Racing by Fortec Italia Motorsport                      | 03     | Ukyō Sasahara        |        | 1              |        |
| Euronova Racing by Fortec Italia Motorsport                      | 03     | Andrea Fontana       |        | 2–7            |        |
| Euronova Racing by Fortec Italia Motorsport                      | 04     | Leonardo Pulcini     |        | 1–5            |        |
| Euronova Racing by Fortec Italia Motorsport                      | 05     | Shinji Sawada        |        | 7              |        |
| Euronova Racing by Fortec Italia Motorsport                      | 85     | Sennan Fielding      | T      | 6–7            |        |
| DAV Racing                                                       | 04     | Leonardo Pulcini     |        | 6–7            |        |
| DAV Racing                                                       | 24     | Gustavo Bandeira     |        | 1–4            |        |
| Jenzer Motorsport                                                | 06     | Ali Al Khalifa       | T      | 1              |        |
| Jenzer Motorsport                                                | 07     | Alain Valente        |        | Alle           |        |
| Jenzer Motorsport                                                | 08     | Lucas Mauron         |        | Alle           |        |
| Jenzer Motorsport                                                | 09     | Nico Rindlisbacher   |        | Alle           |        |
| Jenzer Motorsport                                                | 86     | Ali Al Khalifa       | T      | 2–7            |        |
| Malta Formula Racing                                             | 10     | Zackary Dante        |        | 1–5            |        |
| Malta Formula Racing                                             | 11     | Keith Camilleri      | T      | 1              |        |
| Malta Formula Racing                                             | 82     | Keith Camilleri      | T      | 2–3, 5, 7      |        |
| Diegi Motorsport                                                 | 12     | Andrea Russo         |        | 1–4            |        |
| Diegi Motorsport                                                 | 29     | Jonathan Giudice     |        | 6–7            |        |
| Antonelli Motorsport                                             | 12     | Andrea Russo         |        | 5–7            |        |
| Antonelli Motorsport                                             | 27     | Matteo Cairoli       |        | 1–2            |        |
| Antonelli Motorsport                                             | 28     | João Vieira          |        | Alle           |        |
| Antonelli Motorsport                                             | 29     | Jonathan Giudice     |        | 1–4            |        |
| Antonelli Motorsport                                             | 44     | Matteo Desideri      |        | 4–7            |        |
| Adria Raceway by Cram F & M                                      | 15     | Mahaveer Raghunathan |        | 2–7            |        |
| Adria Raceway by Cram F & M                                      | 21     | Mattia Drudi         |        | Alle           |        |
| Adria Raceway by Cram F & M                                      | 23     | Giovanni Altoè       |        | 1–5            |        |
| Cram Motorsport                                                  | 16     | Max Defourny         |        | 1              |        |
| Cram Motorsport                                                  | 19     | Edi Haxhiu           |        | Alle           |        |
| Cram Motorsport                                                  | 26     | Robert Schwarzman    |        | 6–7            |        |
| Prema Powerteam                                                  | 18     | Lance Stroll         |        | Alle           |        |
| Prema Powerteam                                                  | 22     | Takashi Kasai        |        | 1–6            |        |
| Prema Powerteam                                                  | 81     | Brandon Maïsano      | T      | Alle           |        |
| Israel F4 by Torino Motorsport Israel F4 by Torino Squadra Corse | 55     | Bar Baruch           |        | Alle           |        |

Anmerkungen
1. ↑  Der Rennstall trat beim ersten Rennwochenende als SMP Racing by Euronova mit italienischer Lizenz an. Beim zweiten und siebten Rennwochenende verwendete der Rennstall den Namen SMP Racing und eine russische Lizenz. Vom dritten bis zum sechsten Rennwochenende ging der Rennstall wieder als SMP Racing by Euronovaan den Start.
2. ↑  Der Rennstall trat beim ersten Rennwochenende als Adria Raceway by Cram an. Ab dem zweiten Rennen verwendete der Rennstall den Namen F & M.
3. ↑  Edi Haxhiu startete bei den ersten vier sowie der letzten Veranstaltung mit Schweizer Nationalität, beim fünften und sechsten Rennwochenende mit kosovarischer.
4. ↑  Der Rennstall trat beim ersten Rennwochenende mit italienischer Lizenz an. Ab dem zweiten Rennen verwendete eine israelische Lizenz. Beim ersten, zweiten und siebten Rennwochenende verwendete der Rennstall den Namen Israel F4, vom dritten bis zum fünften Rennwochenende den Namen Israel F4 by Torino Motorsport, beim sechsten Rennwochenende den Namen Israel F4 by Torino Squadra Corse.

Engagements der Fahrer 2013
- Ali Al Khalifa: kein Engagement vor 2014 → Jenzer Motorsport
- Giovanni Altoè: kein Engagement vor 2014 → Adria Raceway by Cram
- Gustavo Bandeira: Brasilianische Formel Junior (Pole Racing) → DAV Racing
- Bar Baruch: Formel BMW Talent Cup → Israel F4
- Matteo Cairoli: Deutscher Formel-3-Cup (ADM Motorsport) → Antonelli Motorsport
- Keith Camilleri: kein Engagement vor 2014 → Malta Formula Racing
- Zackary Dante: Kartsport → Malta Formula Racing
- Max Defourny: Kartsport → Cram Motorsport
- Matteo Desideri: Kartsport → Antonelli Motorsport
- Mattia Drudi: Kartsport → Adria Raceway by Cram
- Sennan Fielding: BRDC Formula 4 Championship (Douglas Motorsport) → Euronova Racing by Fortec Italia Motorsport
- Andrea Fontana: Kartsport → Euronova Racing by Fortec Italia Motorsport
- Jonathan Giudice: kein Engagement vor 2014 → Antonelli Motorsport
- Edi Haxhiu: Kartsport → Cram Motorsport
- Takashi Kasai: Kartsport → Prema Power Team
- Brandon Maïsano: European F3 Open (DAV Racing) → Prema Power Team
- Ivan Matveev: Kartsport → SMP Racing by Euronova
- Lucas Mauron: Kartsport → Jenzer Motorsport
- Leonardo Pulcini: Kartsport → Euronova Racing by Fortec Italia Motorsport
- Mahaveer Raghunathan: Formula Masters China Series (Cebu Pacific Air by KCMG) → F & M
- Nico Rindlisbacher: kein Engagement vor 2014 → Jenzer Motorsport
- Andrea Russo: Kartsport → Diegi Motorsport
- Ukyō Sasahara: Alpine Formel Renault (Euronova Racing) → Euronova Racing by Fortec Italia Motorsport
- Shinji Sawada: Kartsport → Euronova Racing by Fortec Italia Motorsport
- Robert Schwarzman: Kartsport → Cram Motorsport
- Lance Stroll: Kartsport → Prema Power Team
- Alain Valente: Kartsport → Jenzer Motorsport
- João Vieira: Kartsport → Antonelli Motorsport

## Rennkalender
Es gab sieben Veranstaltungen auf sechs Strecken. Es fanden je drei Rennen statt. Die ersten fünf Veranstaltungen sowie die letzte waren Bestandteil der ACI Racing Weekends. Das sechste Rennwochenende fand im Rahmenprogramm der International GT Open statt.
| Nr. | Datum         | Rennstrecke                                                  | Sieger          | Zweiter          | Dritter          | Pole-Position   | Schnellste Rennrunde |
| --- | ------------- | ------------------------------------------------------------ | --------------- | ---------------- | ---------------- | --------------- | -------------------- |
| 01. | 08. Juni      | Adria International Raceway (Adria)                          | Lance Stroll    | Brandon Maïsano  | Andrea Russo     | Lance Stroll    | Lance Stroll         |
| 02. | 08. Juni      | Adria International Raceway (Adria)                          | Ukyō Sasahara   | Lance Stroll     | Andrea Russo     |                 | Lance Stroll         |
| 03. | 08. Juni      | Adria International Raceway (Adria)                          | Andrea Russo    | Leonardo Pulcini | Brandon Maïsano  | Lance Stroll    | Andrea Russo         |
| 04. | 28. Juni      | Autodromo Enzo e Dino Ferrari (Imola 1)                      | Lance Stroll    | Brandon Maïsano  | Leonardo Pulcini | Lance Stroll    | Lance Stroll         |
| 05. | 29. Juni      | Autodromo Enzo e Dino Ferrari (Imola 1)                      | Mattia Drudi    | Lance Stroll     | Brandon Maïsano  |                 | Lance Stroll         |
| 06. | 29. Juni      | Autodromo Enzo e Dino Ferrari (Imola 1)                      | Lance Stroll    | Brandon Maïsano  | Matteo Cairoli   | Lance Stroll    | Mattia Drudi         |
| 07. | 12. Juli      | Autodromo Internazionale del Mugello (Scarperia e San Piero) | Brandon Maïsano | Lance Stroll     | Leonardo Pulcini | Brandon Maïsano | Lance Stroll         |
| 08. | 13. Juli      | Autodromo Internazionale del Mugello (Scarperia e San Piero) | Lance Stroll    | Andrea Russo     | Brandon Maïsano  |                 | Lance Stroll         |
| 09. | 13. Juli      | Autodromo Internazionale del Mugello (Scarperia e San Piero) | Brandon Maïsano | Andrea Russo     | Alain Valente    | Brandon Maïsano | Lance Stroll         |
| 10. | 03. August    | Autodromo dell’Umbria (Magione)                              | Lance Stroll    | Brandon Maïsano  | Leonardo Pulcini | Lance Stroll    | Lance Stroll         |
| 11. | 03. August    | Autodromo dell’Umbria (Magione)                              | Andrea Fontana  | Andrea Russo     | Matteo Desideri  |                 | Andrea Fontana       |
| 12. | 03. August    | Autodromo dell’Umbria (Magione)                              | Brandon Maïsano | Lance Stroll     | Leonardo Pulcini | Brandon Maïsano | Lance Stroll         |
| 13. | 13. September | Autodromo Vallelunga (Campagnano di Roma)                    | Brandon Maïsano | Lance Stroll     | Takashi Kasai    | Brandon Maïsano | Lance Stroll         |
| 14. | 14. September | Autodromo Vallelunga (Campagnano di Roma)                    | Lance Stroll    | Andrea Fontana   | Alain Valente    |                 | Lance Stroll         |
| 15. | 14. September | Autodromo Vallelunga (Campagnano di Roma)                    | Lance Stroll    | Brandon Maïsano  | Mattia Drudi     | Brandon Maïsano | Mattia Drudi         |
| 16. | 27. September | Autodromo Nazionale Monza (Monza)                            | Mattia Drudi    | Sennan Fielding  | Brandon Maïsano  | Mattia Drudi    | Lucas Mauron         |
| 17. | 28. September | Autodromo Nazionale Monza (Monza)                            | Mattia Drudi    | Sennan Fielding  | Lance Stroll     |                 | Mattia Drudi         |
| 18. | 28. September | Autodromo Nazionale Monza (Monza)                            | Mattia Drudi    | Brandon Maïsano  | João Vieira      | Brandon Maïsano | Mattia Drudi         |
| 19. | 11. Oktober   | Autodromo Enzo e Dino Ferrari (Imola 2)                      | Brandon Maïsano | Andrea Fontana   | Matteo Desideri  | Brandon Maïsano | Mattia Drudi         |
| 20. | 11. Oktober   | Autodromo Enzo e Dino Ferrari (Imola 2)                      | Sennan Fielding | Ivan Matveev     | Brandon Maïsano  |                 | João Vieira          |
| 21. | 12. Oktober   | Autodromo Enzo e Dino Ferrari (Imola 2)                      | Brandon Maïsano | Mattia Drudi     | Leonardo Pulcini | Brandon Maïsano | João Vieira          |

## Wertung
Die ersten fünf Fahrer der Meisterschaft bekamen als Teilnehmer einer FIA-zertifizierten Formel-4-Meisterschaft Punkte für eine Superlizenz nach dem Schema 10-7-5-2-1. Alle Fahrer, die mindestens 17 Rennen absolviert haben, können die Teilnahme an dieser Saison zudem für das Erfahrungskriterium zum Erwerb der Superlizenz anrechnen lassen.

### Punktesystem
Die Punkte wurden nach folgendem System vergeben.
| Punkteverteilung | Punkteverteilung | Punkteverteilung | Punkteverteilung | Punkteverteilung | Punkteverteilung | Punkteverteilung | Punkteverteilung | Punkteverteilung | Punkteverteilung | Punkteverteilung | Punkteverteilung | Punkteverteilung |
| ---------------- | ---------------- | ---------------- | ---------------- | ---------------- | ---------------- | ---------------- | ---------------- | ---------------- | ---------------- | ---------------- | ---------------- | ---------------- |
| Platz            | 1                | 2                | 3                | 4                | 5                | 6                | 7                | 8                | 9                | 10               | PP               | SR               |
| Rennen 1 & 3     | 25               | 18               | 15               | 12               | 10               | 8                | 6                | 4                | 2                | 1                | 5                | 1                |
| Rennen 2         | 13               | 11               | 9                | 6                | 5                | 4                | 2                | 1                | 0                | 0                | 5                | 1                |

Der schnellste Fahrer beider Qualifyings erhielt fünf Bonuspunkte für die Pole-Position. Für die schnellste Runde im Rennen gab es ebenfalls einen Bonuspunkt. Die Bonuspunkte wurden nur an die jeweils schnellsten Fahrer vergeben, die nach dem 31. Dezember 1995 geboren wurden.

### Fahrerwertung
| Pos.   | Fahrer           | ADR | ADR | ADR | IMO1 | IMO1 | IMO1 | MUG | MUG | MUG | UMB | UMB | UMB | VLL | VLL | VLL | MNZ | MNZ | MNZ | IMO2 | IMO2 | IMO2 | Punkte |
| Pos.   | Fahrer           | R1  | R2  | R3  | R1   | R2   | R3   | R1  | R2  | R3  | R1  | R2  | R3  | R1  | R2  | R3  | R1  | R2  | R3  | R1   | R2   | R3   | Punkte |
| ------ | ---------------- | --- | --- | --- | ---- | ---- | ---- | --- | --- | --- | --- | --- | --- | --- | --- | --- | --- | --- | --- | ---- | ---- | ---- | ------ |
| 01     | L. Stroll        | 1   | 2   | 7   | 1    | 2    | 1    | 2   | 1   | 6   | 1   | DNF | 2   | 2   | 1   | 1   | 4   | 3   | DNF | WD   | WD   | WD   | 331    |
| 02     | M. Drudi         | 6   | 11  | DNF | 8    | 1    | 14   | 4   | 5   | 18* | 4   | 4   | 4   | 4   | 9   | 3   | 1   | 1   | 1   | 5    | DNF  | 2    | 237    |
| 03     | A. Russo         | 3   | 3   | 1   | 4    | 10   | DNF  | 6   | 2   | 2   | 7   | 2   | 5   | DNF | 14  | 7   | 5   | DNF | 5   | DSQ  | 7    | 4    | 200    |
| 04     | L. Pulcini       | 8   | 4   | 2   | 3    | 5    | 5    | 3   | 10  | 14  | 3   | 7   | 3   | 6   | 5   | 5   | DNF | DNF | 9   | 4    | 17   | 3    | 187    |
| 05     | A. Valente       | 7   | 20  | 4   | 6    | 4    | 7    | 7   | 8   | 3   | 5   | 12  | 7   | 5   | 3   | 8   | 8   | 4   | 4   | 18*  | 12   | DNF  | 159    |
| 06     | A. Fontana       |     |     |     | 11   | 9    | 11   | 17  | 9   | 5   | 10  | 1   | 6   | 8   | 2   | 10  | 7   | 13* | 17  | 2    | 4    | 7    | 116    |
| 07     | J. Vieira        | 14  | 9   | DNF | 17   | 14   | 12   | 5   | 6   | 4   | 6   | DNF | 13  | 7   | 6   | 6   | DNF | 7   | 3   | 19*  | 9    | 12   | 93     |
| 08     | T. Kasai         | 12  | 6   | 5   | 9    | 7    | DNF  | 10  | 4   | 19* | 12  | 6   | 8   | 3   | 10  | 4   | DNF | DNS | DNS |      |      |      | 83     |
| 09     | I. Matveev       | 10  | DNF | 6   | 13   | 6    | 4    | 14  | 15  | 12  | 19* | 9   | 17* | 12  | DNF | 9   | 10  | 12  | 8   | 9    | 2    | 5    | 76     |
| 10     | L. Mauron        | 15  | 8   | 8   | 12   | DNF  | 9    | 11  | 14  | 11  | 11  | 8   | 14  | 13  | 17  | 13  | 6   | DNF | 11  | 7    | 5    | 15   | 49     |
| 11     | M. Desideri      |     |     |     |      |      |      |     |     |     | 9   | 3   | DNF | DNF | 11  | 12  | 9   | DNF | 6   | 3    | DNF  | DNF  | 48     |
| 12     | M. Raghunathan   |     |     |     | 14   | 17*  | 8    | 19* | 13  | 8   | 20  | 18  | 19  | 14  | 12  | 15  | 11  | 6   | 12  | 6    | 6    | 6    | 45     |
| 13     | M. Cairoli       | 4   | DNF | DNS | 21*  | 16   | 3    |     |     |     |     |     |     |     |     |     |     |     |     |      |      |      | 33     |
| 14     | E. Haxhiu        | 16  | 15  | 10  | 18   | 18*  | 6    | 16  | 16  | 13  | 15  | 14  | 10  | 9   | 8   | 16  | DNF | 8   | 10  | 14   | 8    | 9    | 32     |
| 15     | B. Baruch        | 17  | 10  | 15  | DNF  | 12   | 10   | 15  | 11  | 7   | 8   | 5   | 9   | 11  | 7   | DNF | 15  | DNF | 13  | 16   | 10   | 13   | 32     |
| 16     | R. Schwarzman    |     |     |     |      |      |      |     |     |     |     |     |     |     |     |     | DNF | 5   | 7   | 8    | 11   | 8    | 26     |
| 17     | U. Sasahara      | 5   | 1   | DNF |      |      |      |     |     |     |     |     |     |     |     |     |     |     |     |      |      |      | 25     |
| 18     | G. Bandeira      | 9   | 13  | DNF | 10   | 8    | 15*  | 8   | 7   | 9   | 14  | 11  | DNF |     |     |     |     |     |     |      |      |      | 24     |
| 19     | Z. Dante         | 21  | 18  | 14  | 7    | DNF  | DNF  | 13  | 19* | 10  | 16  | 15  | 12  | 16  | 15  | 17* |     |     |     |      |      |      | 12     |
| 20     | M. Defourny      | 11  | 7   | 9   |      |      |      |     |     |     |     |     |     |     |     |     |     |     |     |      |      |      | 9      |
| 21     | N. Rindlisbacher | 13  | 14  | 11  | 16   | DNF  | 13   | 12  | 12  | 15  | 13  | 10  | 15  | 15  | 16  | DNF | 12  | 9   | 14  | 13   | DNF  | 14   | 4      |
| 22     | S. Sawada        |     |     |     |      |      |      |     |     |     |     |     |     |     |     |     |     |     |     | 11   | 16*  | 10   | 4      |
| 23     | J. Giudice       | 20  | 17  | DNF | 20   | 15   | DNF  | DNF | DNF | 20  | 17  | 16  | 16  |     |     |     | 14  | 10  | 16  | 12   | 15   | DNF  | 1      |
| 23     | G. Altoè         | 19  | 19  | 16  | 19   | 13   | DNF  | 18  | 18  | 16  | DNF | 13  | 11  | DNF | DNF | 14  |     |     |     |      |      |      | 1      |
| Trophy |                  |     |     |     |      |      |      |     |     |     |     |     |     |     |     |     |     |     |     |      |      |      |        |
| 01     | B. Maïsano       | 2   | 5   | 3   | 2    | 3    | 2    | 1   | 3   | 1   | 2   | DNF | 1   | 1   | 4   | 2   | 3   | DNF | 2   | 1    | 3    | 1    | 406    |
| 02     | A. Al Khalifa    | 22* | 16  | 12  | 15   | 11   | DNF  | DNS | 20  | 17  | 18  | 17  | 18  | 17  | 18  | DNF | 13  | 11  | 15  | 15   | 14   | DNF  | 233    |
| 03     | K. Camilleri     | 18  | 12  | 13  | 5    | DNF  | DSQ  | 9   | 17  | DNF |     |     |     | 10  | 13  | 11  |     |     |     | 17   | 13   | 11   | 177    |
| 04     | S. Fielding      |     |     |     |      |      |      |     |     |     |     |     |     |     |     |     | 2   | 2   | DNF | 10   | 1    | DNF  | 69     |
| Pos.   | Fahrer           | R1  | R2  | R3  | R1   | R2   | R3   | R1  | R2  | R3  | R1  | R2  | R3  | R1  | R2  | R3  | R1  | R2  | R3  | R1   | R2   | R3   | Punkte |
| Pos.   | Fahrer           | ADR | ADR | ADR | IMO1 | IMO1 | IMO1 | MUG | MUG | MUG | UMB | UMB | UMB | VLL | VLL | VLL | MNZ | MNZ | MNZ | IMO2 | IMO2 | IMO2 | Punkte |

| Legende       | Legende                        | Legende                                                              |
| Farbe         | Abkürzung                      | Bedeutung                                                            |
| ------------- | ------------------------------ | -------------------------------------------------------------------- |
| Gold          | –                              | Sieg                                                                 |
| Silber        | –                              | 2. Platz                                                             |
| Bronze        | –                              | 3. Platz                                                             |
| Grün          | –                              | 4. bis 10. Platz                                                     |
| Hellblau      | –                              | 10. Platz aufwärts (punktberechtigt)                                 |
| Blau          | –                              | Klassifiziert außerhalb der Punkteränge                              |
| Dunkelblau    | –                              | Klassifiziert innerhalb der Punkteränge aber keine Punktberechtigung |
| Violett       | DNF                            | Rennen nicht beendet (did not finish)                                |
| Violett       | NC                             | nicht klassifiziert (not classified)                                 |
| Rot           | DNQ                            | nicht qualifiziert (did not qualify)                                 |
| Rot           | DNPQ                           | in Vorqualifikation gescheitert (did not pre-qualify)                |
| Schwarz       | DSQ                            | disqualifiziert (disqualified)                                       |
| Weiß          | DNS                            | nicht am Start (did not start)                                       |
| Weiß          | WD                             | zurückgezogen (withdrawn)                                            |
| ohne          | PO                             | nur am Training teilgenommen (practiced only)                        |
| ohne          | DNP                            | nicht am Training teilgenommen (did not practice)                    |
| ohne          | INJ                            | verletzt oder krank (injured)                                        |
| ohne          | EX                             | ausgeschlossen (excluded)                                            |
| ohne          | DNA                            | nicht erschienen (did not arrive)                                    |
| ohne          | C                              | Rennen abgesagt (cancelled)                                          |
| ohne          | keine Teilnahme                |                                                                      |
| sonstige      | P/fett                         | Pole-Position                                                        |
| sonstige      | SR/kursiv                      | Schnellste Rennrunde                                                 |
| sonstige      | Q                              | Extrapunkte für Pole-Position                                        |
| sonstige      | X                              | Extrapunkte für gewonnene Positionen                                 |
| sonstige      | *                              | nicht im Ziel, aufgrund der zurückgelegten Distanz aber gewertet     |
| sonstige      | ()                             | Streichresultate                                                     |
| unterstrichen | Führender in der Gesamtwertung |                                                                      |

### Teamwertung
| Pos. | Team                                        | ADR | ADR | ADR | IMO1 | IMO1 | IMO1 | MUG | MUG | MUG | UMB | UMB | UMB | VLL | VLL | VLL | MNZ | MNZ | MNZ | IMO2 | IMO2 | IMO2 | Punkte |
| Pos. | Team                                        | R1  | R2  | R3  | R1   | R2   | R3   | R1  | R2  | R3  | R1  | R2  | R3  | R1  | R2  | R3  | R1  | R2  | R3  | R1   | R2   | R3   | Punkte |
| ---- | ------------------------------------------- | --- | --- | --- | ---- | ---- | ---- | --- | --- | --- | --- | --- | --- | --- | --- | --- | --- | --- | --- | ---- | ---- | ---- | ------ |
| 01   | Prema Power Team                            | 1   | 2   | 5   | 1    | 2    | 1    | 2   | 1   | 6   | 1   | 6   | 2   | 2   | 1   | 1   | 4   | 3   | DNF |      |      |      | 303    |
| 02   | Euronova Racing by Fortec Italia Motorsport | 5   | 1   | 2   | 3    | 5    | 5    | 3   | 9   | 5   | 3   | 1   | 3   | 6   | 2   | 5   | 7   | 13* | 17  | 2    | 4    | 7    | 246    |
| 03   | F & M                                       | 6   | 11  | 16  | 8    | 1    | 8    | 4   | 5   | 8   | 4   | 4   | 4   | 4   | 9   | 3   | 1   | 1   | 1   | 5    | 6    | 2    | 240    |
| 04   | Antonelli Motorsport                        | 4   | 9   | DNF | 17   | 14   | 3    | 5   | 6   | 4   | 6   | 3   | 13  | 7   | 6   | 6   | 5   | 7   | 3   | 3    | 7    | 4    | 183    |
| 05   | Jenzer Motorsport                           | 7   | 8   | 4   | 6    | 4    | 7    | 7   | 8   | 3   | 5   | 8   | 7   | 5   | 3   | 8   | 6   | 4   | 4   | 7    | 5    | 14   | 183    |
| 06   | Diegi Motorsport                            | 3   | 3   | 1   | 4    | 10   | DNF  | 6   | 2   | 2   | 7   | 2   | 5   |     |     |     | 14  | 10  | 16  | 12   | 15   | DNF  | 145    |
| 07   | SMP Racing by Euronova Racing               | 10  | DNF | 6   | 13   | 6    | 4    | 14  | 15  | 12  | 19* | 9   | 17* | 12  | DNF | 9   | 10  | 12  | 8   | 9    | 2    | 5    | 76     |
| 08   | DAV Racing                                  | 9   | 13  | DNF | 10   | 8    | 15   | 8   | 7   | 9   | 14  | 11  | DNF |     |     |     | DNF | DNF | 9   | 4    | 17   | 3    | 61     |
| 09   | Cram Motorsport                             | 11  | 7   | 9   | 18   | 18   | 6    | 16  | 16  | 13  | 15  | 14  | 10  | 9   | 8   | 16  | DNF | 5   | 7   | 8    | 8    | 8    | 57     |
| 10   | Israel F4 by Torino Motorsport              | 17  | 10  | 15  | DNF  | 12   | 10   | 15  | 11  | 7   | 8   | 5   | 9   | 11  | 7   | DNF | 15  | DNF | 13  | 16   | 10   | 13   | 32     |
| 11   | Malta Formula Racing                        | 21  | 18  | 14  | 7    | DNF  | DNF  | 13  | 19* | 10  | 16  | 15  | 12  | 16  | 15  | 17* |     |     |     |      |      |      | 12     |
| Pos. | Team                                        | R1  | R2  | R3  | R1   | R2   | R3   | R1  | R2  | R3  | R1  | R2  | R3  | R1  | R2  | R3  | R1  | R2  | R3  | R1   | R2   | R3   | Punkte |
| Pos. | Team                                        | ADR | ADR | ADR | IMO1 | IMO1 | IMO1 | MUG | MUG | MUG | UMB | UMB | UMB | VLL | VLL | VLL | MNZ | MNZ | MNZ | IMO2 | IMO2 | IMO2 | Punkte |

| Legende       | Legende                        | Legende                                                              |
| Farbe         | Abkürzung                      | Bedeutung                                                            |
| ------------- | ------------------------------ | -------------------------------------------------------------------- |
| Gold          | –                              | Sieg                                                                 |
| Silber        | –                              | 2. Platz                                                             |
| Bronze        | –                              | 3. Platz                                                             |
| Grün          | –                              | 4. bis 10. Platz                                                     |
| Hellblau      | –                              | 10. Platz aufwärts (punktberechtigt)                                 |
| Blau          | –                              | Klassifiziert außerhalb der Punkteränge                              |
| Dunkelblau    | –                              | Klassifiziert innerhalb der Punkteränge aber keine Punktberechtigung |
| Violett       | DNF                            | Rennen nicht beendet (did not finish)                                |
| Violett       | NC                             | nicht klassifiziert (not classified)                                 |
| Rot           | DNQ                            | nicht qualifiziert (did not qualify)                                 |
| Rot           | DNPQ                           | in Vorqualifikation gescheitert (did not pre-qualify)                |
| Schwarz       | DSQ                            | disqualifiziert (disqualified)                                       |
| Weiß          | DNS                            | nicht am Start (did not start)                                       |
| Weiß          | WD                             | zurückgezogen (withdrawn)                                            |
| ohne          | PO                             | nur am Training teilgenommen (practiced only)                        |
| ohne          | DNP                            | nicht am Training teilgenommen (did not practice)                    |
| ohne          | INJ                            | verletzt oder krank (injured)                                        |
| ohne          | EX                             | ausgeschlossen (excluded)                                            |
| ohne          | DNA                            | nicht erschienen (did not arrive)                                    |
| ohne          | C                              | Rennen abgesagt (cancelled)                                          |
| ohne          | keine Teilnahme                |                                                                      |
| sonstige      | P/fett                         | Pole-Position                                                        |
| sonstige      | SR/kursiv                      | Schnellste Rennrunde                                                 |
| sonstige      | Q                              | Extrapunkte für Pole-Position                                        |
| sonstige      | X                              | Extrapunkte für gewonnene Positionen                                 |
| sonstige      | *                              | nicht im Ziel, aufgrund der zurückgelegten Distanz aber gewertet     |
| sonstige      | ()                             | Streichresultate                                                     |
| unterstrichen | Führender in der Gesamtwertung |                                                                      |